# Eric Shipton
Eric Shipton   (Hatton, 1 d'agost de 1907 - Wiltshire, 28 de març de 1977), CBE, va ser un alpinista, explorador i escriptor anglès, especialista a l'Himàlaia.

## Primers anys
Shipton va néixer a Ceilan (actual Sri Lanka) el 1907, on el seu pare, un plantador de te, va morir abans que ell fes tres anys. Quan tenia vuit anys la seva mare el va portar a Londres perquè estudiés. La seva primera trobada amb les muntanyes va ser als 15 anys quan va visitar els Pirineus amb la seva família. L'estiu següent el va passar viatjant per Noruega amb un amic de l'escola i al cap d'un any havia començat a escalar seriosament.

## Àfrica i l'Himàlaia
El 1928 va anar a Kenya per a cultivar-hi cafè i el 1929 fou el primer en pujar el Nelion, un subcim del mont Kenya. El 1931 va participar en l'exploració del Rwenzori. Va ser dins de la comunitat europea present a Kenya on va conèixer dos dels seus futurs socis d'escalada, Bill Tilman i Percy Wyn-Harris. Juntament amb Wyn-Harris va escalar els cims bessons del mont Kenya. El 1931, junt a Frank Smythe, foren els primers en escalar el Kamet, de 7.756 metres, el pic més alt ascendit per aquells anys. Shipton va estar involucrat en la major part de les expedicions que es feren durant la dècada de 1930 i anys posteriors a l'Everest, com ara les de Hugh Ruttledge de 1933 i 1936, la de 1935, amb el mateix Shipton com a líder i en què participà un jove Tenzing Norgay, i la de reconeixement de 1951, que va descobrir la ruta per la glacera de Khumbu. Shipton i Tilman també van descobrir el 1934 la ruta d'accés al Nanda Devi a través del congost de Rishi Ganga i que permetria a Tilman fer-ne el cim per primera vegada el 1936.

## Segona Guerra Mundial
Durant la Segona Guerra Mundial Shipton va ser nomenat cònsol a Kashgar, a l'oest de la Xina, on hi va estar destinat entre 1940 i 1942. Durant el temps lliure va poder explorar les muntanyes Tian i part de la serralada Kunlun. Després de tornar breument a Anglaterra, fou assignat a Pèrsia durant 20 mesos, entre el 1943 i 1944. Després va ser assignat com a agregat a la missió militar britànica a Hongria, càrrec que va ocupar fins al final de la guerra.

## Postguerra
Shipton va participar en l'Expedició britànica de reconeixement a l'Everest de 1951 que va marcar la ruta sobre la glacera del Khumbu. Aquesta fou la primera expedició en accedir a l'Everest pel costat nepalès i Shipton considerà possible el seu ascens. Durant l'expedició va descobrir i fotografiar una sèrie d'estranyes petjades als vessants sud-oest de la glacera Menlung, a 6.100 msnm, que considerà pertanyien al ieti. L'any següent va formar part d'una expedició de reconeixement al Cho Oyu. La tardor de 1952 va ser escollit per dirigir l'expedició britànica a l'Everest de 1953, però les diferències d'opinions amb els promotors de l'expedició van fer que fos substituït per un soldat, John Hunt. El 1957 va participar en l'exploració de la glacera de Siachen, al Karakoram, i el 1961 va visitar la Terra del Foc i la serralada Darwin.
Continuà viatjant arreu del món fins que el 1976 se li diagnosticà un càncer, que li provocaria la mort el març de 1977.

## Publicacions
- Shipton, Eric. Nanda Devi. Hodder and Stoughton, London, 1936.
- Shipton, Eric. Blank on the map. Hodder & Stoughton, London, 1938.
- Shipton, Eric. Upon That Mountain. Hodder and Stoughton, London, 1943.
- Shipton, Eric. The Mount Everest Reconnaissance Expedition 1951. Hodder and Stoughton, London, 1952.
- Shipton, Eric. Mountains of Tartary. Hodder and Stoughton, London, 1953.
- Shipton, Eric. Land of Tempest. Hodder and Stoughton, London, 1963.
- Shipton, Eric. That Untravelled World. Charles Scribner and Sons, 1969. ISBN 0-340-04330-X (Hodder & Stoughton (1969))
- Shipton, Eric. Tierra del Fuego: the Fatal Lodestone. Charles Knight & Co., London, 1973 ISBN 0-85314-194-0
- Shipton, Eric. The Six Mountain-Travel Books. Mountaineers' Books, 1997. ISBN 0-89886-539-5 (col·lecció dels primers sis llibres llistats – That Untravelled World va duplicar gran part del contingut anterior.)